# Clarence (dopływ Morza Beauforta)
Clarence – rzeka na poraniczu Kanady i USA, o długości około 80 km. Przepływa przez Jukon i Alaskę, wpływa do Morza Beauforta.